# La cattedrale del mare

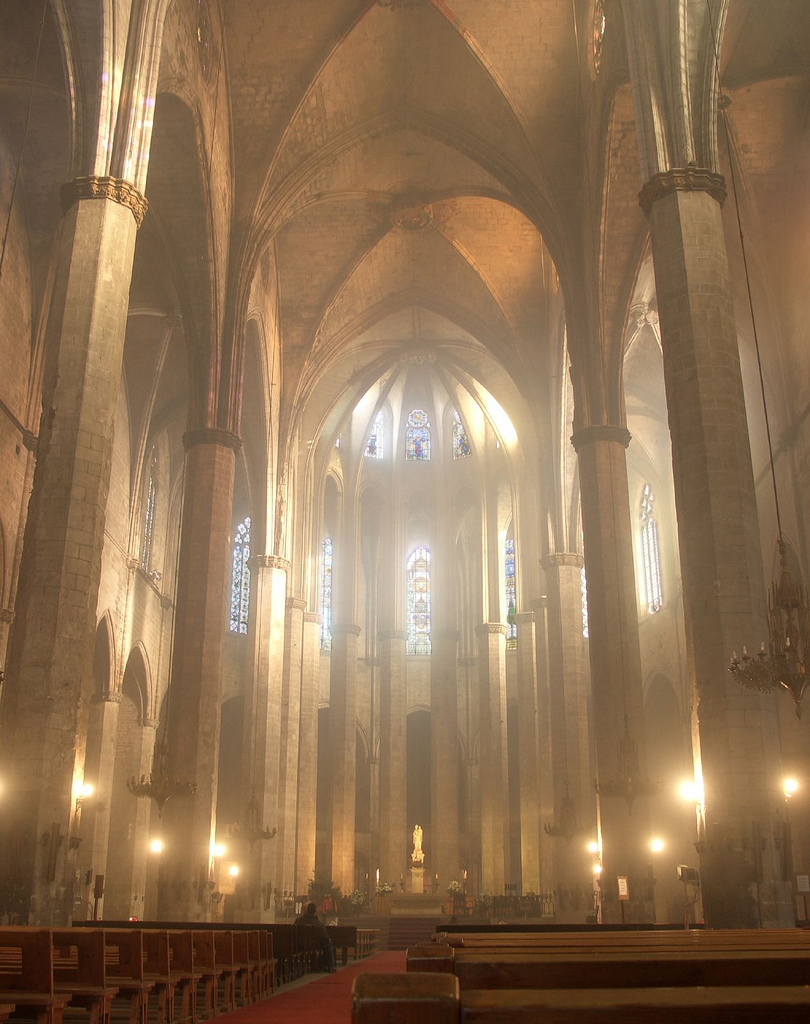
La navata centrale di Santa Maria del Mar, a Barcellona

La cattedrale del mare è il primo romanzo scritto dallo spagnolo Ildefonso Falcones, un avvocato che esercita a Barcellona.
Romanzo di ambientazione storica, attraverso la vita di Arnau Estanyol, il protagonista, dipinge la società catalana del XIV secolo. A tratti si percepisce marcatamente, nella descrizione di eventi storici, costumi e luoghi, il tipico "orgoglio catalano" che ancora oggi permea la Catalogna.
Nonostante ciò, il titolo originale, La catedral del mar, è in lingua spagnola castigliana e non in catalano. La serie tv eponima, prodotta da Antena 3, composta da 8 episodi, viene trasmessa a partire dal 23 maggio 2018.
Nel 2016 esce Gli eredi della terra, il seguito della Trilogia della Cattedrale. 

## Trama
La trama si svolge nel XIV secolo a Barcellona, città comitale catalana e nei suoi dintorni e narra la storia della vita del protagonista Arnau Estanyol, un servo della gleba, che fugge dal servaggio assieme al padre e lentamente scala la piramide sociale giungendo persino ad ottenere il titolo di Barone e di Console del Mare. 
Questa evoluzione, vissuta fra mille vicissitudini personali e storiche, non manca di suscitare invidie e disprezzo verso Arnau, il quale cade per tali motivi nelle grinfie dell'Inquisizione.
Perno "fisico" della vicenda, la chiesa in costruzione di Santa María del Mar, cui il protagonista contribuisce inizialmente quale trasportatore di pietre, ed infine come ricco banchiere.
Narrativamente il libro si divide in quattro grandi "periodi", di seguito riassunti.

### Servi della gleba
La vicenda si apre nel 1320, il giorno delle nozze di Bernat Estanyol con Francesca: al banchetto, nella masseria Estanyol nei pressi di Navarcles, sono invitati tutti i contadini della zona e l'atmosfera è festosa, fino all'irruzione a cavallo del conte, il quale reclama il diritto feudale ius primae noctis (un diritto secondo molti storici mai esistito, eppure riproposto da alcuni romanzieri contemporanei): esige ed ottiene di giacere per primo con la moglie del servo, la prima notte di nozze. Francesca rimane incinta ma il figlio, appena nato, presenta un neo, identico a quello di Bernat e al padre di lui. Questo neo diventa un po' motivo di beffa e offesa alla virilità del conte che da sempre si era vantato dei suoi numerosi figli illegittimi. Proprio per questo, non pago di aver rovinato sul nascere la vita coniugale della giovane coppia, il conte obbliga Francesca a trasferirsi a palazzo insieme al figlioletto Arnau per far da nutrice ai suoi rampolli. Bernat, colmo di rabbia, si reca al forno del castello e rapisce il figlio, che nel frattempo era stato abbandonato in una delle stanze del castello (uccidendo anche un giovane garzone), ma non può far nulla per Francesca, che si vedrà costretta a vivere subendo quotidianamente le violenze della soldatesca. Bernat fugge col figlio in montagna dove trae protezione e sostentamento per un certo tempo. In seguito, col sopraggiungere dell'inverno, si dirige a Barcellona, dove vive sua sorella.

### Servi della nobiltà

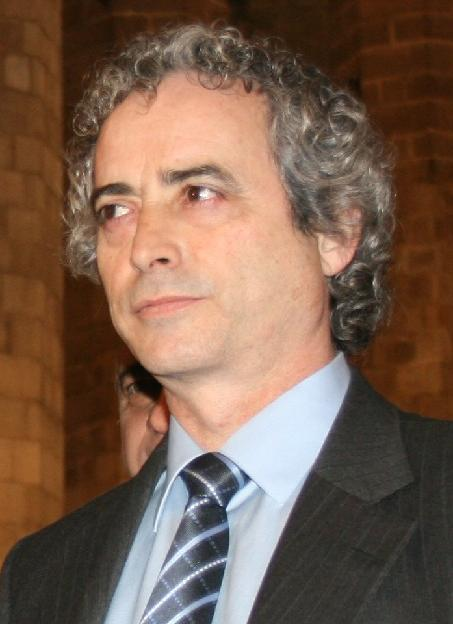
L'autore Ildefonso Falcones in Santa Maria del Mar

Bernat fugge col piccolo Arnau a Barcellona dove una legge consente, dopo un anno ed un giorno di permanenza in città, di ottenere la cittadinanza e quindi lo scioglimento del vincolo di servo della gleba. Si rifugiano in casa di sua sorella Guiamona, dove Bernat può lavorare per il cognato Grau Puig, un ricco mercante e artigiano che ha fatto fortuna con la sua grande bottega di vasaio e desideroso di approdare alla piccola nobiltà catalana. Arnau viene allevato da Guiamona e conosce Joanet, un ragazzino povero abbandonato dai genitori, che verrà accolto dai due Estanyol come figlio e fratello.

La prematura morte di Guiamona fornisce l'occasione a Grau di sposare una giovane ragazza nobile ma dalle finanze prosciugate; la bottega in cui Bernat lavorava viene venduta e lui e Arnau devono lavorare alle stalle dei Puig, tra mille soprusi da parte dei nobili; la sua rabbia a lungo repressa trova sfogo il giorno di una sommossa popolare per la scarsità di grano: Bernat, in un impeto d'ira ispirata, sobilla la folla contro i soldati ma viene ben presto arrestato ed impiccato per ordine del re, assieme ad altri nove uomini. Arnau non può sopportare la vista del cadavere del padre, lasciato esposto a monito per tre giorni per ordine del re: riuscirà a dargli fuoco durante la notte e poi a fuggire.

Arnau e Joanet si trovano improvvisamente soli: Arnau si avvicina alla confraternita dei bastaixos, i forzuti scaricatori del porto di Barcellona; guadagnando la loro fiducia riuscirà a farsi assumere. Joanet invece inizia gli studi presso la scuola episcopale. Frattanto Arnau fa la conoscenza di Aledis, della quale si invaghisce: lei è però destinata ad un vecchio mastro conciatore ed Arnau stesso si sposerà con Maria.

### Servi della passione
Aledis continua ad esercitare grande fascino su Arnau e approfitta dei momenti in cui lo incontra per strada per coltivare una storia d'amore adultero, con il rischio che ne venga a conoscenza la confraternita dei bastaixos, la quale per i suoi membri accusati di adulterio prevede la radiazione.

Nel 1344 re Pietro IV detto il Cerimonioso, conte di Barcellona, dopo aver sottratto Maiorca a Giacomo III si appresta ad invadere le contee pirenaiche dove Giacomo si è rifugiato. Assieme all'esercito catalano regolare e ad un contingente di mercenari almogavari, il re convoca anche l'esercito dei cittadini di Barcellona, cui Arnau decide di unirsi, per sottrarsi ad Aledis e tagliare con il passato. Quando però Aledis scopre la sua partenza, decide di seguire l'esercito, unendosi alla massa di mercanti di schiavi, accattoni e prostitute che vivono da parassiti attorno agli eserciti; qui si imbatte in Francesca, la moglie di Bernat e madre di Arnau, divenuta matrona di un folto gruppo di prostitute: a lei racconta di essere in cerca di Arnau inventando una finta gravidanza. Francesca, accortasi dell'inganno, vuol tenere Aledis tra le sue ragazze e le dice di esser venuta a sapere che Arnau è morto in battaglia. Nel frattempo manda a dire ad Arnau, al quale non rivela di essere sua madre, che Aledis non lo infastidirà mai più.

Nel marzo 1348 la Peste Nera colpisce la Catalogna, uccidendo migliaia di persone tra cui Maria, la moglie di Arnau. Molti cominciano ad indicare come colpevoli del contagio gli ebrei, numerosi nel ghetto di Barcellona, che avrebbero infettato l'acquedotto con i loro intrugli. I barcellonesi non possono però attaccare apertamente il ghetto, essendo tutti gli ebrei di proprietà del re, che da loro trae il grosso dei proventi per finanziare l'esercito; si limitano a piccole rappresaglie contro i più indifesi. Arnau una sera si imbatte in un gruppo di concittadini inferociti che sta per linciare uno schiavo moro che tenta di proteggere tre bambini ebrei: riesce a portarli in salvo nella cripta di Santa Maria del Mar. Dopo alcuni giorni Arnau viene accolto dalla ricchissima famiglia del banchiere ebreo Hasdai, padre di due dei tre bambini e padrone di Sahat, il moro: come ricompensa per averli salvati Hasdai dona ad Arnau una piccola fortuna con cui iniziare l'attività di banchiere e la proprietà dello stesso Sahat, che per servire Arnau accetterà di farsi battezzare con il nome cristiano di Guillem. Grazie all'esperienza dello schiavo in campo economico, Arnau riuscirà ad avviare un banco dei cambi. Le sue ricchezze crescono a dismisura e la sua condizione sociale si eleva sempre di più; tuttavia continua ad essere amico dei bastaix e a concedere prestiti senza interesse ai suoi amici: diventa molto popolare e amato da tutti i barcellonesi.

Raggiunta una consistente ricchezza ed esperienza in campo mercantile, Arnau diviene Console del Mare di Barcellona. Alcuni anni più tardi il re gli concede in sposa la sua pupilla Elionor, come premio per aver salvato la città dall'assedio del re Pietro di Castiglia: Arnau approda alla nobiltà, divenendo barone di Granollers, Sant Vicenç dels Horts e Caldes de Montbui. Elionor però non degna di uno sguardo l'ex-bastaix e mira solo ad avere da lui un figlio che gli garantisca di mantenere il patrimonio; nemmeno Arnau però è interessato all'altezzosa Elionor e i due si mal sopportano. 

 Arnau si interessa molto di più alla giovane Mar, figlia orfana del bastaix Ramon, suo vecchio amico: la adotta come una figlia, senza accorgersi che a poco a poco lei si innamora di lui. Elionor si accorge dei suoi sentimenti e la fa rapire e violentare da un signorotto di campagna, dicendogli che in questa maniera Arnau gliel'avrebbe concessa in sposa, perché gli sarebbe stato impossibile sposare una figlia non più vergine. Con l'aiuto di Joan, fratello adottivo di Arnau nel frattempo diventato frate domenicano ed inquisitore itinerante, il piano di Elionor va in porto. Sahat frattanto, distrutto dal dolore per la perdita di Mar, che considerava al pari di una figlia, accetta l'affrancamento che da tanto tempo Arnau gli offriva ed emigra a Pisa, in cerca delle sue origini.

### Servi del destino
A Barcellona, durante la Pasqua, scoppia una furiosa rivolta contro gli ebrei, con la falsa accusa di aver profanato un'ostia consacrata: Arnau riesce a mediare presso il re, ma non può far nulla per evitare che tre di loro, tra cui Hasdai, vengano condannati al rogo. Il giorno dell'esecuzione Arnau e Raquel, figlia di Hasdai, si abbracciano cercando di farsi forza a vicenda: Elionor li vede e coglie l'occasione per additarli al celebre inquisitore Nicolau Eymerich e al vescovo di Barcellona, presenti per assistere al rogo, sporgendo formale denuncia. 

Senza più nessuno dei suoi cari vicino – Mar, Sahat, Aledis, Hasdai e nemmeno il fratello Joan – Arnau si vede convocato dal Tribunale della Santa Inquisizione e incarcerato. Viene accusato da Eymerich di essere un eretico: in gioventù ha bruciato il cadavere di suo padre Bernat (egli stesso un assassino); è accertato che sua madre è una prostituta; non ha mai adempiuto ai doveri coniugali con Elionor ed è stato visto abbracciato ad un'ebrea dai membri del Tribunale stesso. Il fratello Joan cerca di intercedere presso Eymerich ma non fa altro che peggiorare la situazione e rischia anche lui l'accusa di eresia per voler difendere un eretico.
Ma è proprio il ritorno dei suoi amici a salvare Arnau da morte certa: Sahat rientra da Pisa e patteggia in segreto un accordo con il re (l'estinzione dei debiti accumulati presso il banco di Arnau in cambio del non-intervento a difesa del palazzo vescovile in caso di assalto dei barcellonesi); Francesca, la meretrice, nega anche sotto giuramento e sotto minaccia di tortura di essere la madre di Arnau; Aledis scopre assieme ad altre compagne prostitute importanti informazioni sul processo di Arnau; fra Joan informa Mar dei fatti e si pente chiedendole scusa per le sue decisioni passate; infine i bastaixos e i probiviri della città chiamano tutti i cittadini di Barcellona alle armi e minacciano l'assalto del palazzo vescovile, qualora Eymerich non avesse liberato il loro Console del Mare.

 Arnau si riprenderà lentamente e inizierà l'attività di assicuratore portuale, con l'aiuto come sempre di Sahat, che morirà di vecchiaia. Joan si purificherà dalle sue colpe bruciando se stesso e la perfida Elionor con una lampada a olio.

 Il romanzo si conclude con la cerimonia di inaugurazione della Chiesa di Santa Maria del Mar, alla quale assistono un Arnau sessantatreenne assieme alla moglie Mar e al figlio Bernat.

## Edizioni italiane
- La cattedrale del mare, collana La Gaja Scienza, traduzione di Roberta Bovaia, Milano, Longanesi, 15 novembre 2007,  pp. 648, ISBN 978-88-304-2505-7. - ISBN 978-88-304-2429-6; nuova ed., Longanesi, 6 settembre 2018, ISBN 978-88-304-5219-0, pp.656; Longanesi, 18 maggio 2020, ISBN 978-88-304-5598-6.
- La cattedrale del mare, collana I Grandi, traduzione di R. Bovaia, Milano, TEA, 24 settembre 2009; XIX ristampa, marzo 2021,  p. 648, ISBN 978-88-502-2034-2. - Ed. speciale, Collana TEA Tandem, Milano, TEA, giugno 2016.
- La cattedrale del mare, traduzione di R. Bovaia, SuperTEA, TEA, 10 ottobre 2013,  p. 642, ISBN 9788850234011.
- La cattedrale del mare, collana Super TEA Plus, traduzione di R. Bovaia, Milano, TEA, 16 novembre 2017,  p. 644, ISBN 978-88-502-4861-2. - Collana I Massimi, TEA, giugno, 2019; V ristampa, giugno 2024.
- La cattedrale del mare, collana Romanzi Storici Best Seller, traduzione di R. Bovaia, Milano, TEA, luglio 2025,  pp. 656, ISBN 978-88-502-7304-1.

### Graphic novel
- La cattedrale del mare, traduzione di Claudia Marseguerra, illustrazioni di Tomeu Pinya, edizione illustrata, Milano, Salani, 30 maggio 2019,  p. 192, ISBN 978-88-936-7582-6.